# Peperomia tooviiana
Peperomia tooviiana är en pepparväxtart som beskrevs av Florence. Peperomia tooviiana ingår i släktet peperomior, och familjen pepparväxter. Inga underarter finns listade i Catalogue of Life.